# Karlsruher Sport-Club Mühlburg-Phönix 1978-1979
Questa voce raccoglie le informazioni riguardanti il Karlsruher Sport-Club Mühlburg-Phönix nelle competizioni ufficiali della stagione 1978-1979.

## Stagione
Nella stagione 1978-1979 il Karlsruhe, allenato da Manfred Krafft, concluse il campionato di 2. Bundesliga al 5º posto. In Coppa di Germania il Karlsruhe fu eliminato al terzo turno dall'Holstein Kiel.

## Rosa
| N. |                     | Ruolo | Calciatore            |
| -- | ------------------- | ----- | --------------------- |
|    | Germania (bandiera) | P     | Herbert Heider        |
|    | Germania (bandiera) | P     | Rudi Wimmer           |
|    | Germania (bandiera) | D     | Edmund Becker         |
|    | Germania (bandiera) | D     | Gerhard Busch         |
|    | Germania (bandiera) | D     | Rolf Dohmen           |
|    | Germania (bandiera) | D     | Stephan Groß          |
|    | Germania (bandiera) | D     | Hermann Kohlenbrenner |
|    | Germania (bandiera) | D     | Karl-Heinz Struth     |
|    | Germania (bandiera) | D     | Rainer Ulrich         |

| N. |                     | Ruolo | Calciatore       |
| -- | ------------------- | ----- | ---------------- |
|    | Germania (bandiera) | C     | Helmut Behr      |
|    | Germania (bandiera) | C     | Gerhard Bold     |
|    | Germania (bandiera) | C     | Michael Harforth |
|    | Germania (bandiera) | C     | Wolfgang Schüler |
|    | Germania (bandiera) | C     | Wilfried Trenkel |
|    | Germania (bandiera) | C     | Martin Wiesner   |
|    | Germania (bandiera) | A     | Uwe Höfer        |
|    | Germania (bandiera) | A     | Raimund Krauth   |

## Organigramma societario
Area tecnica
- Allenatore: Manfred Krafft
- Allenatore in seconda:
- Preparatore dei portieri:
- Preparatori atletici:

## Calciomercato

### Sessione estiva
| Acquisti | Acquisti         | Acquisti              | Acquisti |
| R.       | Nome             | da                    | Modalità |
| -------- | ---------------- | --------------------- | -------- |
| C        | Helmut Behr      | Hassia Bingen         |          |
| C        | Gerhard Bold     | Hassia Bingen         |          |
| D        | Gerhard Busch    | Bocholt               |          |
| D        | Stephan Groß     | VfR Mannheim          |          |
| P        | Herbert Heider   | Schalke 04 (juniores) |          |
| C        | Wolfgang Schüler | Friburgo              |          |

| Cessioni | Cessioni           | Cessioni           | Cessioni |
| R.       | Nome               | a                  | Modalità |
| -------- | ------------------ | ------------------ | -------- |
| A        | Karl Berger        | Fortuna Colonia    |          |
| C        | Hermann Bredenfeld | Viktoria Colonia   |          |
| C        | Ove Flindt-Bjerg   | Aalborg            |          |
| A        | Emanuel Günther    | Fortuna Düsseldorf |          |
| D        | Jürgen Kalb        | Darmstadt          |          |
| C        | Martin Kübler      | Eppingen           |          |
| P        | Michael Wäschle    | DJK Konstanz       |          |

### Sessione invernale
| Acquisti | Acquisti  | Acquisti   | Acquisti |
| R.       | Nome      | da         | Modalità |
| -------- | --------- | ---------- | -------- |
| A        | Uwe Höfer | Schalke 04 |          |

| Cessioni | Cessioni | Cessioni | Cessioni |
| R.       | Nome     | a        | Modalità |
| -------- | -------- | -------- | -------- |

## Risultati

### 2. Bundesliga

#### Girone di andata
| Arbitro: | Bodmer |

|                             |           |             |
| Krauth 5’ Struth 43’ (rig.) | Marcatori | 50’ Widmann |

| Arbitro: | Boos |

|  |           |                   |
|  | Marcatori | 67’, 82’ Harforth |

| Arbitro: | Theobald |

|                                   |           |             |
| Wiesner 5’ Krauth 45’ Schüler 81’ | Marcatori | 22’ Dymalla |

| Arbitro: | Walz |

|            |           |          |
| Krause 49’ | Marcatori | 75’ Groß |

| Arbitro: | Dilg |

|                              |           |             |
| Struth 58’ (rig.) Krauth 67’ | Marcatori | 30’ Hofmann |

| Arbitro: | Aldinger |

|                            |           |  |
| Lenz 73’ Hodel 75’ Ney 89’ | Marcatori |  |

| Arbitro: | Joos |

|                            |           |          |
| Struth 8’, 34’ Trenkel 20’ | Marcatori | 7’ Kobel |

| Arbitro: | Brückner |

|  |           |                      |
|  | Marcatori | 36’ Groß 73’ Schüler |

| Arbitro: | Therre |

|              |           |  |
| Harforth 80’ | Marcatori |  |

| Arbitro: | Glaw |

|                    |           |  |
| Heck 2’ Künkel 65’ | Marcatori |  |

| Arbitro: | Kühne |

|                                                    |           |             |
| Struth 19’ (rig.), 68’, 82’ Trenkel 70’ Dohmen 87’ | Marcatori | 52’ Anspann |

| Arbitro: | Röder |

|            |           |            |
| Breuer 30’ | Marcatori | 15’ Krauth |

| Arbitro: | Huster |

|                                                    |           |              |
| Krauth 2’ Kohlenbrenner 12’ Dohmen 62’ Trenkel 85’ | Marcatori | 87’ Eckstein |

| Arbitro: | Wilhelmi |

|            |           |            |
| Sebert 89’ | Marcatori | 19’ Krauth |

| Arbitro: | Regneri |

|                                     |           |                                            |
| Wiesner 3’ Groß 44’ Becker 65’, 90’ | Marcatori | 12’ Đorđević 20’, 67’ Leiendecker 87’ Fink |

| Arbitro: | Kuhn |

|  |           |                               |
|  | Marcatori | 54’ (aut.) Beichle 69’ Becker |

| Arbitro: | Klauser |

|                       |           |            |
| Kühn 28’ Stichler 38’ | Marcatori | 37’ Krauth |

| Arbitro: | Joos |

|                                 |           |                             |
| Harforth 5’ Bold 18’ Becker 74’ | Marcatori | 25’ Sandhowe 58’ Wiesenthal |

| Arbitro: | Michel |

|  |           |            |
|  | Marcatori | 19’ Struth |

#### Girone di ritorno
| Arbitro: | Schumann |

|            |           |                                 |
| Bührer 34’ | Marcatori | 59’ Krauth 72’ Trenkel 83’ Bold |

| Arbitro: | Walz |

|                      |           |  |
| Busch 3’ Schüler 19’ | Marcatori |  |

| Arbitro: | Ulm |

|               |           |                                      |
| Schleiter 45’ | Marcatori | 8’, 63’ Höfer 30’ Struth 77’ Wiesner |

| Arbitro: | Treib |

|                      |           |                            |
| Groß 22’ Trenkel 70’ | Marcatori | 19’, 89’ Völler 83’ Krause |

| Arbitro: | Reinstädtler |

|           |           |  |
| Pfaff 71’ | Marcatori |  |

| Arbitro: | Dölfel |

|                   |           |                               |
| Struth 34’ (rig.) | Marcatori | 42’ Petersen 65’ Ney 84’ Lenz |

| Arbitro: | Walther |

|              |           |                        |
| Eichhorn 25’ | Marcatori | 17’ Krauth 88’ Schüler |

| Arbitro: | Boos |

|             |           |                                |
| Wiesner 90’ | Marcatori | 68’ Kirschner 78’ Hinterberger |

| Arbitro: | Sahner |

|                                              |           |  |
| Hofeditz 8’ Haunstein 51’ Metzger 55’ (rig.) | Marcatori |  |

| Arbitro: | Huster |

|           |           |                      |
| Höfer 81’ | Marcatori | 27’ Unger 42’ Künkel |

| Arbitro: | Wohlfarth |

|                                                       |           |                      |
| Weißberger 42’ Obermeier 66’ Stöckle 80’ Krostina 88’ | Marcatori | 48’ Krauth 59’ Höfer |

| Arbitro: | Regneri |

|                                       |           |                               |
| Wiesner 2’ Bold 57’ Krauth 78’ (rig.) | Marcatori | 17’, 35’ Sommerer 68’ Brendel |

| Arbitro: | Jupe |

|                      |           |              |
| Sterz 5’ Fürhoff 47’ | Marcatori | 17’ Harforth |

| Karlsruhe 4 maggio 1979 33ª giornata | Karlsruhe | 0 – 0 referto | Waldhof Mannheim | Wildparkstadion (1 800 spett.)\| Arbitro: \| Dreher \| |
| Arbitro:                             | Dreher    |               |                  |                                                        |

| Arbitro: | Aldinger |

|            |           |            |
| Brinsa 21’ | Marcatori | 41’ Krauth |

| Arbitro: | Therre |

|                                   |           |  |
| Krauth 70’, 74’ Behr 85’ Bold 87’ | Marcatori |  |

| Arbitro: | Wilhelmi |

|                         |           |  |
| Krauth 7’ Bold 31’, 75’ | Marcatori |  |

| Arbitro: | Linn |

|  |           |                                                     |
|  | Marcatori | 43’ Groß 52’ Krauth 54’ Trenkel 74’ Bold 76’ Struth |

| Arbitro: | Hellwig |

|                                        |           |            |
| Kohlenbrenner 51’ Struth 52’, 69’, 78’ | Marcatori | 27’ Susser |

### Coppa di Germania
| Arbitro: | Tritschler |

|                       |           |             |
| Schüler 27’, 66’, 74’ | Marcatori | 70’ Wilhelm |

| Arbitro: | Heitmann |

|           |           |             |
| Ewers 63’ | Marcatori | 27’ Schüler |

| Arbitro: | Meuser |

|                                        |           |  |
| Kohlenbrenner 50’ Behr 64’ Trenkel 81’ | Marcatori |  |

| Arbitro: | Meijerink |

|                                                  |           |                   |
| Wendlandt 14’, 73’ Jochimiak 57’, 70’ Möller 89’ | Marcatori | 23’ Bold 53’ Groß |

## Statistiche

### Statistiche di squadra
| Competizione      | Punti | In casa | In casa | In casa | In casa | In casa | In casa | In trasferta | In trasferta | In trasferta | In trasferta | In trasferta | In trasferta | Totale | Totale | Totale | Totale | Totale | Totale | DR  |
| Competizione      | Punti | G       | V       | N       | P       | Gf      | Gs      | G            | V            | N            | P            | Gf           | Gs           | G      | V      | N      | P      | Gf     | Gs     | DR  |
| ----------------- | ----- | ------- | ------- | ------- | ------- | ------- | ------- | ------------ | ------------ | ------------ | ------------ | ------------ | ------------ | ------ | ------ | ------ | ------ | ------ | ------ | --- |
| 2. Bundesliga     | 47    | 19      | 12      | 3       | 4       | 48      | 26      | 19           | 8            | 4            | 7            | 29           | 24           | 38     | 20     | 7      | 11     | 77     | 50     | +27 |
| Coppa di Germania | -     | 2       | 2       | 0       | 0       | 6       | 1       | 2            | 0            | 1            | 1            | 3            | 6            | 4      | 2      | 1      | 1      | 9      | 7      | +2  |
| Totale            | 47    | 21      | 14      | 3       | 4       | 54      | 27      | 21           | 8            | 5            | 8            | 32           | 30           | 42     | 22     | 8      | 12     | 86     | 57     | +29 |

### Andamento in campionato
| Giornata  | 1 | 2 | 3 | 4 | 5 | 6 | 7 | 8 | 9 | 10 | 11 | 12 | 13 | 14 | 15 | 16 | 17 | 18 | 19 | 20 | 21 | 22 | 23 | 24 | 25 | 26 | 27 | 28 | 29 | 30 | 31 | 32 | 33 | 34 | 35 | 36 | 37 | 38 |
| --------- | - | - | - | - | - | - | - | - | - | -- | -- | -- | -- | -- | -- | -- | -- | -- | -- | -- | -- | -- | -- | -- | -- | -- | -- | -- | -- | -- | -- | -- | -- | -- | -- | -- | -- | -- |
| Luogo     | C | T | C | T | C | T | C | T | C | T  | C  | T  | C  | T  | C  | T  | T  | C  | T  | T  | C  | T  | C  | T  | C  | T  | C  | T  | C  | T  | C  | T  | C  | T  | C  | C  | T  | C  |
| Risultato | V | V | V | N | V | P | V | V | V | P  | V  | N  | V  | N  | N  | V  | P  | V  | V  | V  | V  | V  | P  | P  | P  | V  | P  | P  | P  | P  | N  | P  | N  | N  | V  | V  | V  | V  |
| Posizione | 5 | 3 | 2 | 2 | 2 | 2 | 2 | 2 | 1 | 3  | 3  | 3  | 2  | 2  | 2  | 2  | 2  | 2  | 2  | 1  | 1  | 1  | 1  | 2  | 3  | 2  | 3  | 3  | 4  | 6  | 7  | 7  | 8  | 8  | 7  | 6  | 5  | 5  |

Legenda:

Luogo: C = Casa; T = Trasferta. Risultato: V = Vittoria; N = Pareggio; P = Sconfitta.

### Statistiche dei giocatori
| Giocatore        | 2. Bundesliga | 2. Bundesliga | 2. Bundesliga | 2. Bundesliga | Coppa di Germania | Coppa di Germania | Coppa di Germania | Coppa di Germania | Totale   | Totale | Totale      | Totale     |
| Giocatore        | Presenze      | Reti          | Ammonizioni   | Espulsioni    | Presenze          | Reti              | Ammonizioni       | Espulsioni        | Presenze | Reti   | Ammonizioni | Espulsioni |
| ---------------- | ------------- | ------------- | ------------- | ------------- | ----------------- | ----------------- | ----------------- | ----------------- | -------- | ------ | ----------- | ---------- |
| E. Becker        | 20            | 4             | 0             | 0             | 0                 | 0                 | 0                 | 0                 | 20       | 4      | 0           | 0          |
| H. Behr          | 18            | 1             | 0             | 0             | 4                 | 1                 | 0                 | 0                 | 22       | 2      | 0           | 0          |
| G. Bold          | 38            | 7             | 3             | 0             | 4                 | 1                 | 0                 | 0                 | 42       | 8      | 3           | 0          |
| G. Busch         | 24            | 1             | 0             | 0             | 3                 | 0                 | 0                 | 0                 | 27       | 1      | 0           | 0          |
| R. Dohmen        | 29            | 2             | 4             | 0             | 4                 | 0                 | 1                 | 0                 | 33       | 2      | 5           | 0          |
| S. Groß          | 38            | 5             | 5             | 0             | 3                 | 1                 | 0                 | 0                 | 41       | 6      | 5           | 0          |
| M. Harforth      | 26            | 5             | 2             | 0             | 4                 | 0                 | 0                 | 0                 | 30       | 5      | 2           | 0          |
| H. Heider        | 2             | 0             | 0             | 0             | 0                 | 0                 | 0                 | 0                 | 2        | 0      | 0           | 0          |
| U. Höfer         | 8             | 4             | 0             | 0             | 0                 | 0                 | 0                 | 0                 | 8        | 4      | 0           | 0          |
| H. Kohlenbrenner | 35            | 2             | 6             | 0             | 3                 | 1                 | 0                 | 0                 | 38       | 3      | 6           | 0          |
| R. Krauth        | 35            | 16            | 1             | 0             | 3                 | 0                 | 0                 | 0                 | 38       | 16     | 1           | 0          |
| W. Schüler       | 32            | 4             | 5             | 0             | 4                 | 4                 | 1                 | 0                 | 36       | 8      | 6           | 0          |
| K. Struth        | 31            | 14            | 4             | 0             | 4                 | 0                 | 0                 | 0                 | 35       | 14     | 4           | 0          |
| W. Trenkel       | 34            | 6             | 2             | 0             | 4                 | 1                 | 0                 | 0                 | 38       | 7      | 2           | 0          |
| R. Ulrich        | 38            | 0             | 8             | 0             | 3                 | 0                 | 1                 | 0                 | 41       | 0      | 9           | 0          |
| M. Wiesner       | 38            | 5             | 2             | 0             | 4                 | 0                 | 0                 | 0                 | 42       | 5      | 2           | 0          |
| R. Wimmer        | 36            | 0             | 0             | 0             | 4                 | 0                 | 0                 | 0                 | 40       | 0      | 0           | 0          |